# Colpoma nothofagi
Colpoma nothofagi är en svampart som beskrevs av P.R. Johnst. 1991. Colpoma nothofagi ingår i släktet Colpoma och familjen Rhytismataceae.   Inga underarter finns listade i Catalogue of Life.